# Diaspidiotus laperrinei
Diaspidiotus laperrinei är en insektsart som först beskrevs av Alfred Serge Balachowsky 1929.  Diaspidiotus laperrinei ingår i släktet Diaspidiotus och familjen pansarsköldlöss.
Artens utbredningsområde är Algeriet. Inga underarter finns listade i Catalogue of Life.